# Milo Hrnić
Milo Hrnić (Dubrovnik, 3. veljače 1946. – Dubrovnik, 16. rujna 2023.) bio je hrvatski pjevač zabavne glazbe. 
Rodio se kao Božo Hrnić. Majka ga je zvala Milo, a po tomu nadimku svi su ga prepoznavali pa je i službeno postao Milo Hrnić. Prodao je više od milijun nosača zvuka, izdao 20 albuma i preko 200 pjesama. Tri puta je pobijedio na Festivalu zabavne glazbe u Splitu i to: 1982. s pjesmom Vrati se, 1983. s pjesmom Dalmacijo, ljubav si vječna i 1987. s pjesmom Dobra večer prijatelji.
Godine 2004. Dubrovčani su Milu Hrnića i Terezu Kesoviju proglasili pjevačima stoljeća za grad Dubrovnik.
Nakon deset godina odsustva s glazbene scene, vratio se koncertom u klubu Tribu u Splitu 8. prosinca 2006..
Bio je član dubrovačkog gradskog vijeća, u početku kao čelnik HNS-a, kasnije nezavisni.
Umro je 16. rujna 2023. u 78. godini života.

## Albumi
- 1980. – Milo
- 1981. – Samo ti
- 1982. – Lutaj pjesmo moja
- 1983. – Potraži me
- 1984. – Zagrli me jače
- 1985. – S tobom sam jači
- 1987. – Pozovi me
- 1988. – Ja neću takav život
- 1989. – Tvoja mati je legla da spava
- 1990. – Sad sam opet svoj na svome
- 1992. – Biser Hrvatski
- 1993. – 20 mojih uspjeha
- 1994. – Na kominu moga ćaće
- 1997. – Sve me tebi zove
- 1999. – Vrijeme ljubavi
- 2007. – Zlatna kolekcija
- 2008. – Za sva vremena
- 2011. – Sve za ljubav

## Ostalo
- "Nad lipom 35" kao Milo Hrnić (2009.)

## Vanjske poveznice
- Milo Hrnić na Discogsu
- Milo Hrnić na Diskografija.com